# 明堂一
明堂一（τ Leo）是黃道星座獅子座中的一顆恆星。因為它位於黃道附近，所以它會被月球掩蔽，發生月掩星的事件。它的視星等為5.00，其亮度足以用肉眼看到。使用視差測量值估計到這顆恒星的距離是560光年。它以− 9公里/秒的徑向速度朝向太陽移動。
這是顆G型的巨星，恒星分類為G8IIIa ，現時位於赫羅圖的紅巨星分支。它的質量約為太陽質量的390%。這顆恒星比太陽年輕得多，年齡約為1.9億年。做為一顆演化的巨星，它已經膨脹到約太陽半徑的25倍，輻射量是太陽光度的330倍。外大氣層的有效溫度為4910K。